# 追捕
追捕（ついぶ/ついふく）とは、犯罪者などを追いかけて捕えること。

## 概要
この言葉は律令法に見られ、犯罪者のみならず、防人・軍団・仕丁の任務を放棄して逃亡する者、流罪に処せられた者で配所から逃亡する者など、所定の場所から逃亡した者を捕える意味も含まれていた。
国衙からこのような事態の報告を受けて朝廷が太政官符（追捕官符）を国衙に下し、国衙は国内の武勇輩を集めて、追捕に当たった。
承平2年（932年）になって、海賊を対象として追捕を職掌とする専門の令外官「追捕海賊使」が設置され、続いて発生した承平天慶の乱でも追捕使が派遣された。これをきっかけにして、10世紀中期には諸国に追捕使が設置され、朝廷の太政官符に従って追捕にあたった。また、追捕の対象とされた犯罪者は罰として財産の没官処分を受ける場合が多く、12世紀にはこうした没官行為を行うことも追捕の範疇に加えられるようになった。また、荘園の広がりとともに年貢・公事の未進行為も荘園領主からは一種の犯罪とみなされて、領主側が未進者の財産を強制的に没収する行為も追捕と呼ばれるようになっていった。ところが鎌倉時代に入り、荘園内の権利関係が複雑化して境相論なども頻発するようになると、当事者が自己の職務権限を盾にして対立する相手やそれに従う住民の財産の追捕を行う事例も登場するようになり、その結果追捕（没官）を行った側からみれば正当な権利に基づく行為であったとしてもこれを認めない対立陣営からは「強盗」「略奪」「狼藉」とみなされて訴えられるなど、事態が複雑化していった。その結果、追捕は単なる強盗・略奪・狼藉行為に対する意味としても用いられるようになっていった。